# Pädagogische Hochschule Graubünden

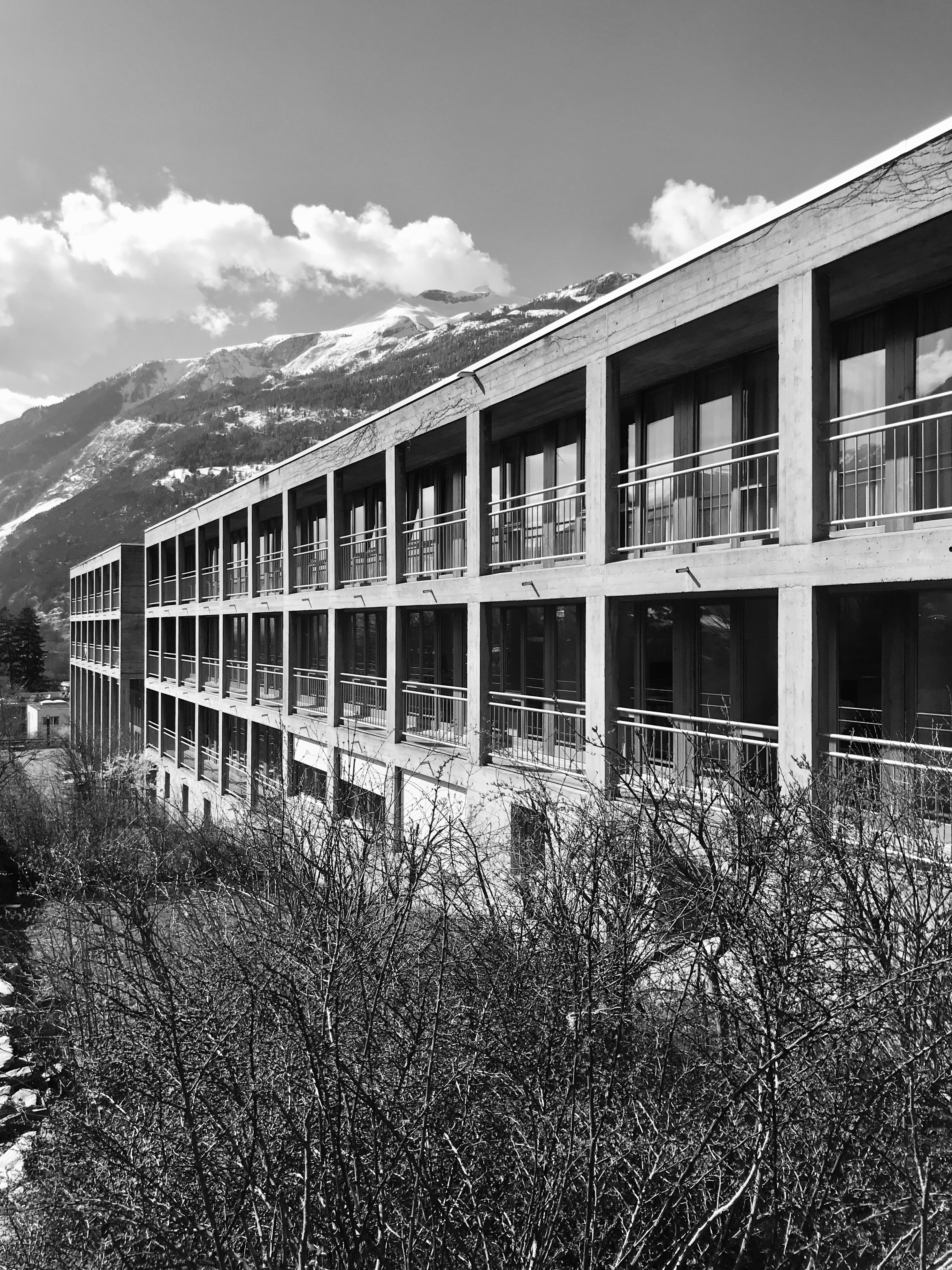
Südost-Fassade

Die Pädagogische Hochschule Graubünden (PHGR, italienisch: Alta scuola pedagogica dei Grigioni, rätoromanisch: Scola auta da pedagogia dal Grischun) ist eine Ausbildungsstätte für Lehrpersonen in Chur auf der Primarstufe (Kindergarten und Primarschule) sowie auf der anderen Sekundarstufe I und II. Die «Bündner Frauenschule» wurde 1983 nach Plänen des St. Moritzer Architekten Robert Obrist errichtet und 2010 von Pablo Horváth um eine Mediothek und Hörsäle erweitert. Als einzige öffentliche Schweizer Hochschule sind Abschlüsse in den drei Kantonssprachen möglich: Deutsch, Italienisch und Rätoromanisch.

## Ausbildung
Die pädagogische Ausbildung zur Lehrperson für die Primarschule und den Kindergarten dauert drei Jahre Vollzeit oder vier Jahre Teilzeit und schliesst mit dem Bachelor ab. Die Ausbildung an der PH Graubünden ist stark berufsbezogen. In allen Studienjahren leisten Studierende Praxiseinsätze in Schulklassen auf verschiedenen Zielstufen.

## Weiterbildung
Das Prorektorat Weiterbildung und Dienstleistung bietet fakultative Kurse für Lehrpersonen an. Dazu gehören Zertifikats- und Masterstudiengänge für Zusatzqualifikationen (Schulleitung, schulische Heilpädagogik) und Sprachkompetenzen. Im Auftragsverhältnis von Kantonen oder Gemeinden werden Weiterbildungen für Lehrpersonen und Schulbehördenmitglieder realisiert.

## Forschung und Entwicklung
Das Prorektorat Forschung und Entwicklung spezialisiert sich auf die Bereiche Schulentwicklung und Mehrsprachigkeit. Zurzeit arbeitet sie an Projekten zu Mehrsprachigkeit und bilingualem Unterricht, Schulentwicklung in peripheren alpinen Räumen und Bildung für nachhaltige Entwicklung im Bereich Umwelt und Technik.

## Sprachenzentrum
Die Stabsstelle Sprachen hat beratende und linguistische Aufgaben für die Schulleitung und Studierende. Sie arbeitet eng mit dem Bereich Sprachen zusammen.

## Geschichte
Die Bündner Frauenschule wurde 1895 von der Gemeinnützigen Gesellschaft des Kantons Graubünden als Kochschule gegründet. Im Jahre 1902 konnte sie ihr eigenes Haus als Haushaltungs- und Frauenarbeitsschule an der Loëstrasse bauen.
Die Seminarabteilung mit den Lehrerinnenausbildungen für Handarbeit kam 1917 und diejenige für Hauswirtschaft 1921 hinzu. Ab 1926 wurden Webkurse für Heimarbeiterinnen angeboten, die von 1933 bis 1942 in Andeer weitergeführt wurden.  Die Lehrwerkstätte für Damenschneiderinnen entstand 1930 und im gleichen Jahr wurde die Zentralstelle für Heimarbeit angegliedert, aus der 1939 das «Bündner Heimatwerk» hervorging. Die erste Berufsberatungsstelle für Mädchen nahm 1934 ihre Arbeit auf.
Auf Wunsch der Bündner Hotellerie wurde 1935 in Bever und von 1942 bis 1966 in Chur eine Ausbildung für Köchinnen angeboten. Gleichzeitig begannen die Einführungskurse für den Hausdienst. Die erste Hauspflegerinnenschule (damals Heimpflegerinnenschule) der Schweiz wurde 1946 im Kanton Graubünden eröffnet. Das 1919 gegründete, private Kindergärtnerinnenseminar in Klosters-Aeuja kam 1947 zur Frauenschule, als es von der Schliessung bedroht war.
Die Vorschule für Berufe im Gesundheitswesen (damals Vorschule für Pflegeberufe) konnte 1968 angegliedert werden. Im gleichen Jahr übernahm der Kanton Graubünden die Bündner Frauenschule. 1980 genehmigte das Bündner Volk ein Neubauprojekt für die Frauenschule, das vom Architekten Robert Obrist geplant und für 14 bis 16 Klassen an der Scalärastrasse gebaut wurde.
1983 zogen die Frauenschule von der Loëstrasse, das Kindergärtnerinnenseminar von Klosters, das Seminari da mussadras von der Lia Rumantscha und der neue Ausbildungszug Magistrale per educatrici di scuola dell’infanzia für die italienischsprechenden Kindergärtnerinnen in das neue Gebäude ein. 1994 konnte ein Erweiterungsbau mit 23 Klassen bezogen werden.
Am 24. September 2010 wurde ein Neubau mit zwei Vorlesungssälen und einer Mediothek eröffnet.

## Abbildungen

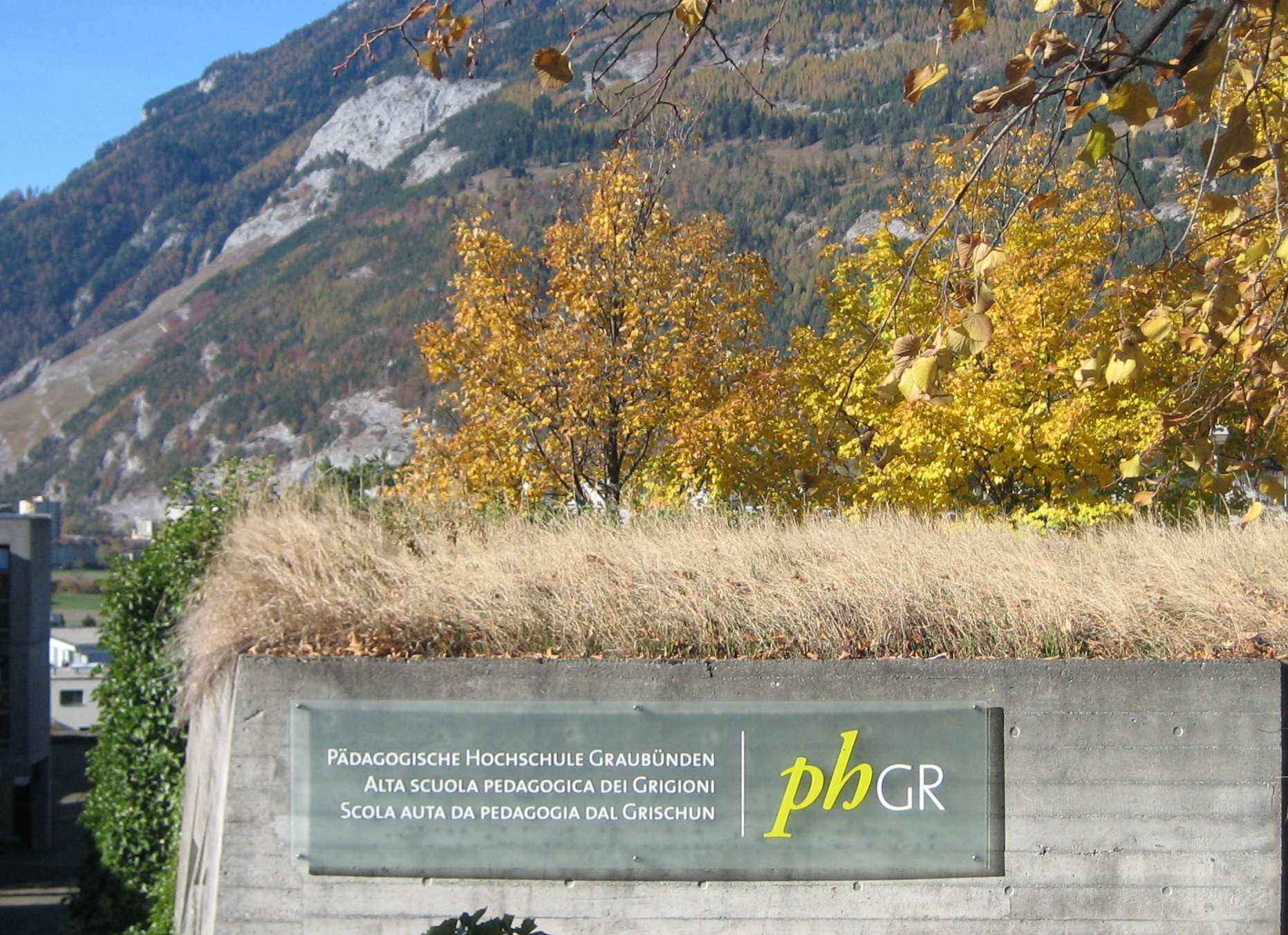
Logo
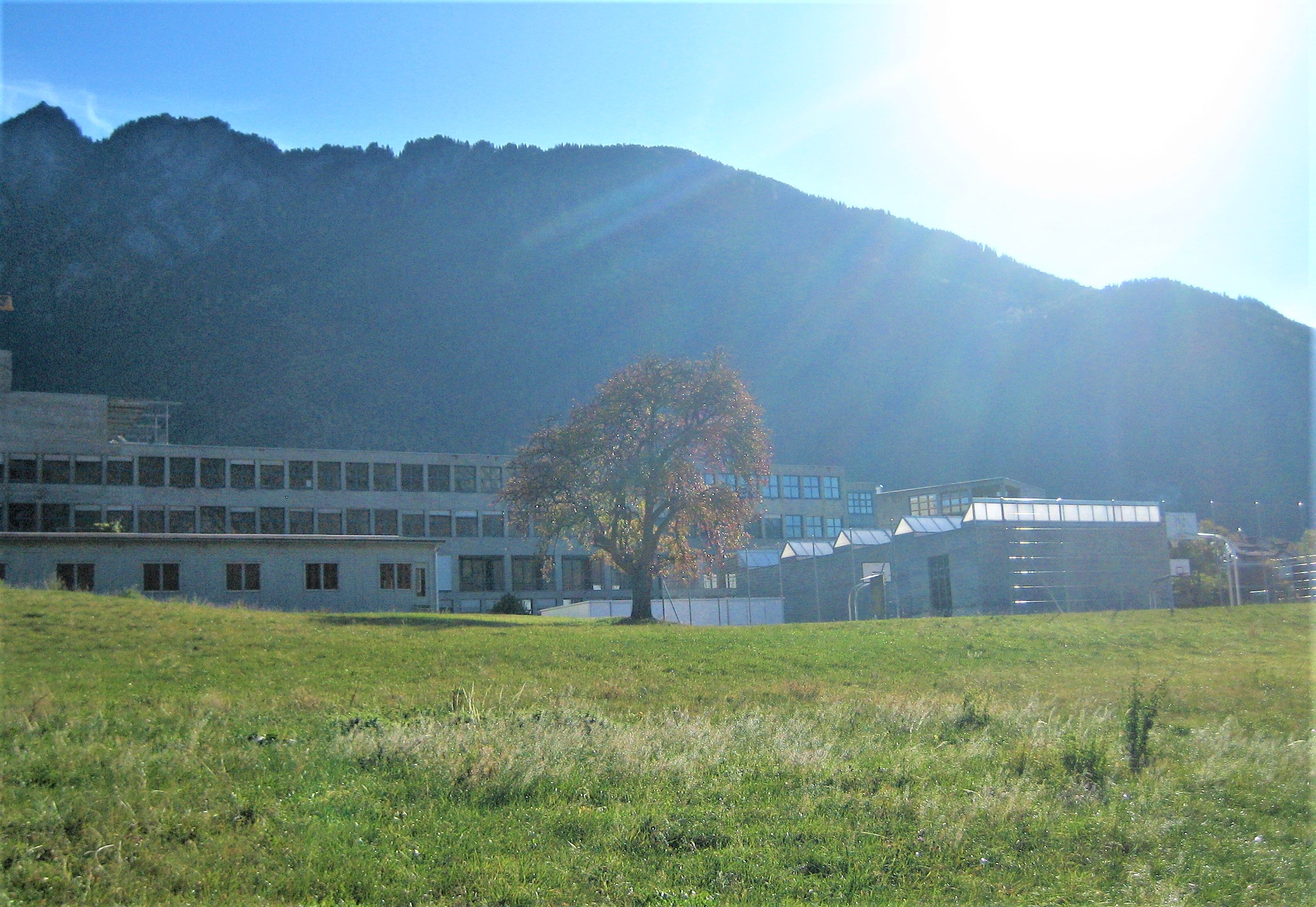
Ansicht von Nordwesten

## Auszeichnungen
- 2019: im Rahmen der Kampagne «52 beste Bauten – Baukultur Graubünden 1950–2000» erkor der Bündner Heimatschutz das von Robert Obrist 1983 entworfene Schulhaus in Chur als eines der besten Bündner Bauwerke[6]